# Las Laderas
Las Laderas (en francés Les Côteaux y en criollo haitiano Koto) es una comuna de Haití que está situada en el distrito de Las Laderas, del departamento de Sur.

## Secciones
Está formado por las secciones de:
- Condé
- Despas (que abarca la villa de Las Laderas y el barrio de Damassin)
- Quentin

## Demografía
| Gráfica de evolución demográfica de Las Laderas entre 2009 y 2015 |
|                                                                   |

Los datos demográficos contemplados en este gráfico de la comuna de Las Laderas son estimaciones que se han cogido de 2009 a 2015 de la página del Instituto Haitiano de Estadística e Informática (IHSI). 